# Nieuw-Apostolische kerk (Assen)
De Nieuw-Apostolische kerk is een Nieuw-Apostolisch kerkgebouw in de Drentse plaats Assen, gelegen aan de Prins Hendrikstraat 1-B.

## Geschiedenis
De eerste Drentse gemeente van de toenmalige Hersteld Apostolische Zendinggemeente in de Eenheid der Apostelen werd in 1902 in Assen opgericht. In 1914 betrok men een kerkgebouw aan de Lonerstraat. In 1935 werd het gebouw aan de Prins Hendrikstraat in gebruik genomen. De gemeente had toen ongeveer 300 leden. Het kerkgebouw was een zaalkerk onder zadeldak, zonder toren. Architect was R. ter Stege G.Wzn. uit Hoogeveen. Gebruik werd gemaakt van de materialen, met name het gebint, van een te klein geworden Apostolische kerk te Hoogeveen.
In 1946 vond een kerkscheuring plaats. Het merendeel van de lidmaten ging over naar het toen ontstane Apostolisch Genootschap en een dertigtal lidmaten trad toe tot de toen eveneens ontstane Nieuw-Apostolische Kerk. Zij kregen het kerkgebouw toegewezen. Dit gebouw is daarna enkele malen gerenoveerd. 